# Paralinhomoeus amphilabiatus
Paralinhomoeus amphilabiatus is een rondwormensoort uit de familie van de Linhomoeidae. De wetenschappelijke naam van de soort is voor het eerst geldig gepubliceerd in 1942 door Schuurmans Stekhoven.